# 올리아스트로칠렌토
올리아스트로칠렌토(이탈리아어: Ogliastro Cilento)는 이탈리아 캄파니아주 살레르노도에 있는 코무네이다.